# 狛江浄水場
狛江浄水場（こまえじょうすいじょう、英称：Komae Purification Plant）は、東京都狛江市にあった東京都水道局の浄水場である。現在は跡地に狛江市立狛江第三中学校があり、浄水場時代の名残として正門から公舎に向かって続くメモリーロード（銀杏並木）が残っている。

## 概要
日本水道株式会社の浄水場として1932年（昭和7年）10月17日に竣工した浄水場。原水は多摩川の伏流水及び六郷用水を取水して砂濾過のうえ、濾過水は世田谷区の一部に送水していた。

## 沿革
- 1930年7月31日 - 事業認可（日本水道株式会社）。
- 1930年12月27日 - 日本水道株式会社創立。
- 1931年8月24日 - 工事着工。
- 1932年10月17日 - 通水。給水開始。
- 1933年10月27日 - 工事竣工。
- 1934年6月 - 第一期拡張工事着工。
- 1934年11月 - 第二期拡張工事着工。
- 1934年12月 - 第一期拡張工事竣工。
- 1935年10月 - 第二期拡張工事竣工。
- 1936年2月 - 第三四期拡張工事着工。
- 1936年4月 - 第三期拡張工事竣工。
- 1936年10月 - 第四期拡張工事竣工。
- 1945年4月1日 - 東京都水道局に買収される。
- 1956年4月 - 六郷用水由水口、沈砂槽廃止。
- 1961年4月1日 - 原水処理池使用中止。
- 1968年7月1日 - 機能停止。
- 1969年3月31日 - 廃止。
- 1972年9月13日 - 跡地に狛江市立狛江第三中学校着工。
- 1973年4月1日 - 狛江市立狛江第三中学校開校。

## 特徴
集水井
口径3,400mm、総深4,000～12,800mm,水深4.35m～19.231m、計画取水量0.112～0.7m3/秒の井戸を3基備えていた。
集水埋渠
口径750～759mm、延長40.50～54.0mの有孔鉄筋コンクリート管2本を用いている。
取水ポンプ
集水埋渠から原水を汲み上げるために最大揚水量5.82～8.00 m3/min、揚程13.41～16.0m、電動機出力30～334 kWの電直横軸単段両吸込渦巻ポンプ及び水中モータポンプ、両吸込型渦巻ポンプを計7台を用いている。ポンプは荏原製作所及び久保田鉄工及び東商が製造、電動機は明電舎及び富士電機及び東商が製造した。
緩速ろ過池
総面積3,360m2、水深2,500mm、標準ろ速6.000mで4池あった。
洗砂機
松田式改良型で洗砂能力1.4m3/時、洗浄水量は洗砂1m3当たり17m3で1台が設置されていた。
浄水池
総容量872m3、1池の有効容量348.5m3、総水深3.00m、有効水深2.50mで2池あった。
配水ポンプ
揚水量6.43～11.00 m3/min、揚程44-60m、電動機出力75～149kWの電直横軸単段片吸込タービンポンプ3台及び電直横軸2段片吸込タービンポンプ1台を用いている。ポンプは日立製作所及び荏原製作所が製造、電動機は明電舎及び東芝及び荏原製作所が製造した。
塩素滅菌設備
原水滅菌室及び滅菌室に設置され、壁掛真空式で最大注入能力2.0～3.0kg/hの塩素滅菌機を2台用いた。水道機工が製造した。

## 交通アクセス
鉄道
- 小田急小田原線狛江駅下車、徒歩5分。
- 小田急小田原線和泉多摩川駅下車、徒歩5分。